# Sois sage
Pour plus de détails, voir Fiche technique et Distribution.
Sois sage est un film franco-danois réalisé par Juliette Garcias et sorti en 2009.

## Fiche technique
- Titre : Sois sage
- Réalisation et scénario : Juliette Garcias
- Photographie : Julien Hirsch
- Décors : Aurette Leroy
- Costumes : Elisabeth Mehu
- Son : Yolande Decarsin
- Montage : Dominique Auvray et Catherine Vilpoux
- Musique : Kristian Eidnes Andersen
- Pays de production :  Danemark -  France
- Durée : 90 minutes
- Date de sortie : France - 15 avril 2009

## Distribution
- Anaïs Demoustier : Ève
- Bruno Todeschini : Jean
- Nade Dieu : Hélène
- Alexandra Fleischer : la boulangère
- Stéphane Chivot : le boulanger
- Véronique Nordey : Yvette
- Marie-Françoise Audollent : Mme. Millot
- Cyril Troley : le cantonnier
- Ingrid Strelkoff : Johanna
- Fernand Folléa : le vieux monsieur
- Franck Moquelet : le régisseur
- Hélène López de la Torre : la belle-sœur
- Patrick Pompon : le beau-frère
- Lisa Romano : Ana, le bébé